# Pogoro-Mossi
Pour les articles homonymes, voir Pogoro.
Ne doit pas être confondu avec Pogoro-Silmimossi.
Pogoro-Mossi est une localité située dans le département et la commune rurale de Koumbri de la province du Yatenga dans la région Nord au Burkina Faso.

## Démographie
| Hommes | Femmes | Total | % Femmes | 0-14 ans | 15-64 ans | 65 ans ou + | Age N.D. |
| ------ | ------ | ----- | -------- | -------- | --------- | ----------- | -------- |
| 528    | 626    | 1154  | 54,25    | 575      | 536       | 40          | 3        |

## Économie
Les activités principales sont l'agriculture et l'élevage.

## Santé et éducation
Pogoro-Mossi accueille un dispensaire isolé tandis que le centre de santé et de promotion sociale (CSPS) le plus proche se trouve à Koumbri et le centre hospitalier régional (CHR) à Ouahigouya.
Le village possède une école primaire publique.